# G20 del 2021
Il vertice del G20 di Roma del 2021 è stato il sedicesimo incontro del Gruppo dei Venti (G20), che si è svolto a Roma, dal 30 al 31 ottobre 2021.
La riunione è stata guidata dal Presidente del Consiglio italiano Mario Draghi.

## Partecipanti

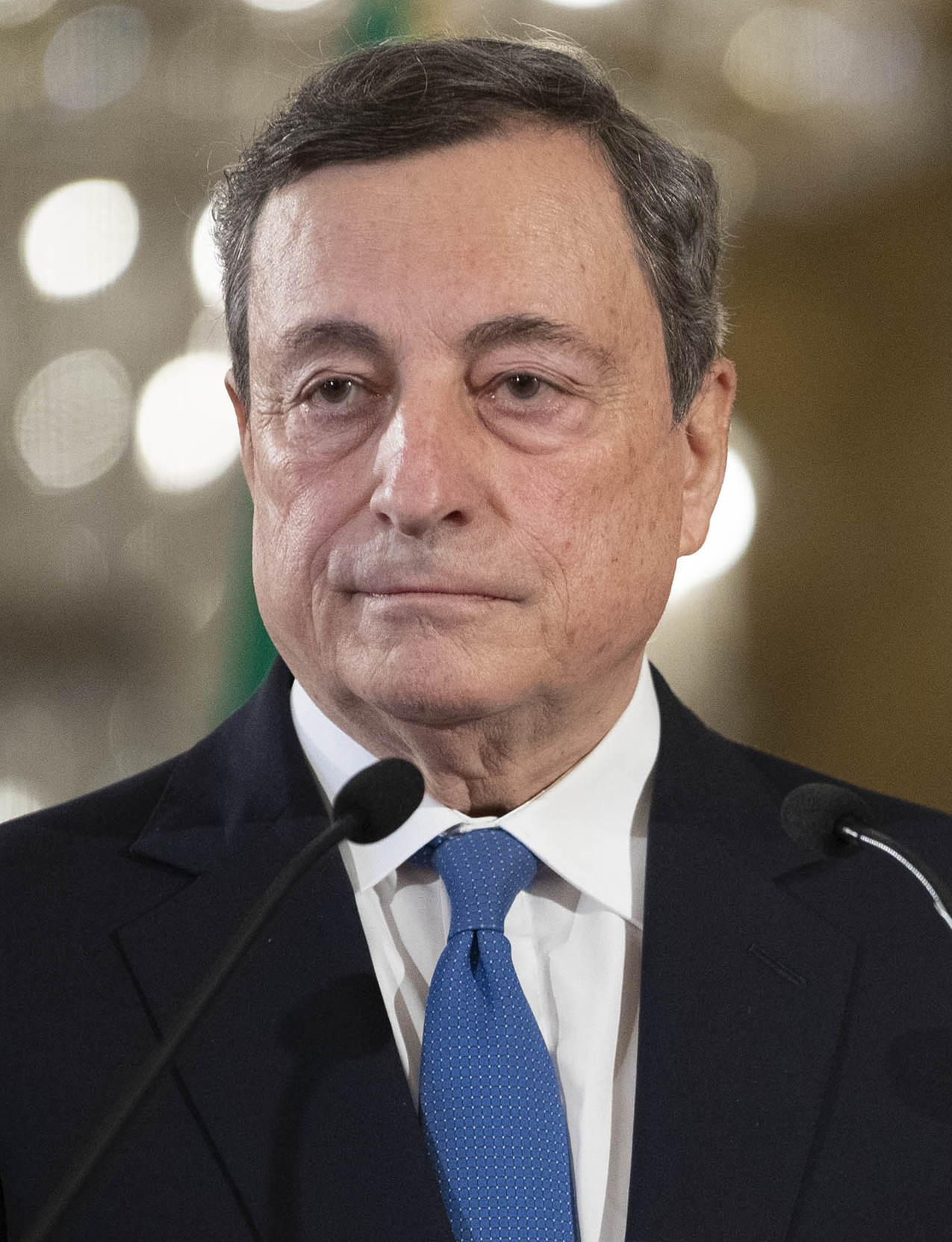
Italia Mario Draghi, Presidente del Consiglio
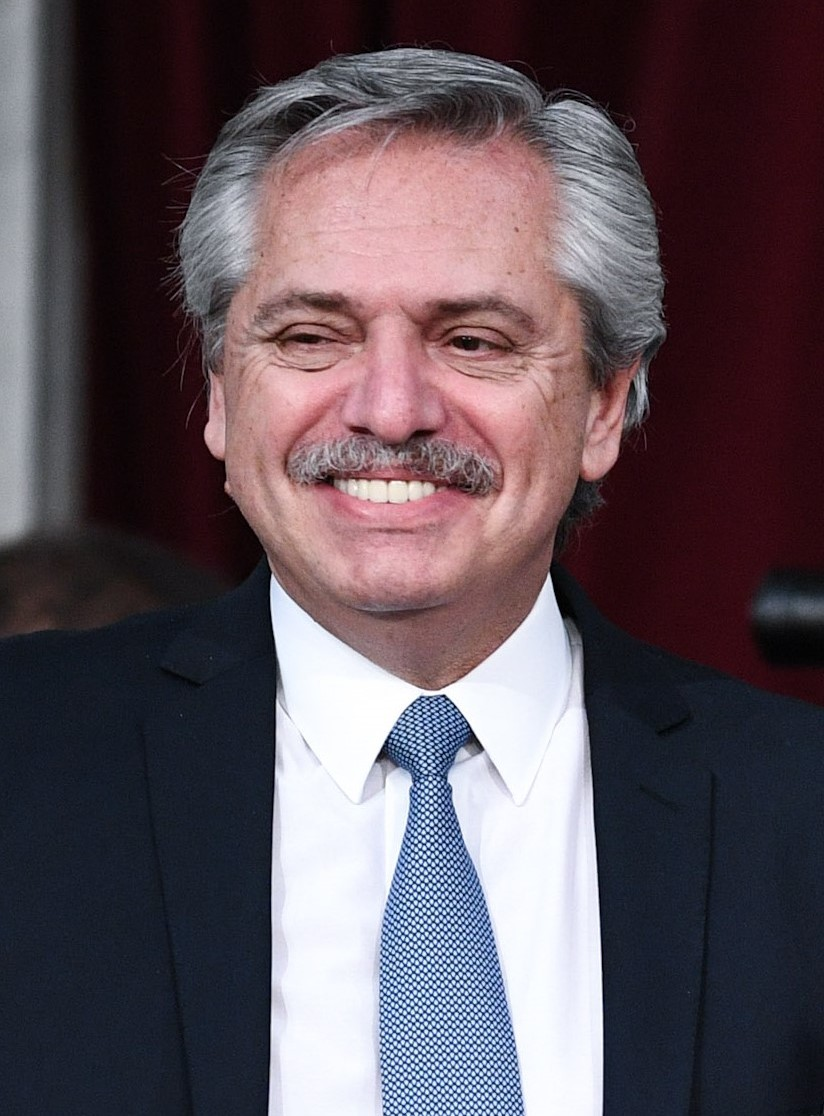
Argentina Alberto Fernández, Presidente
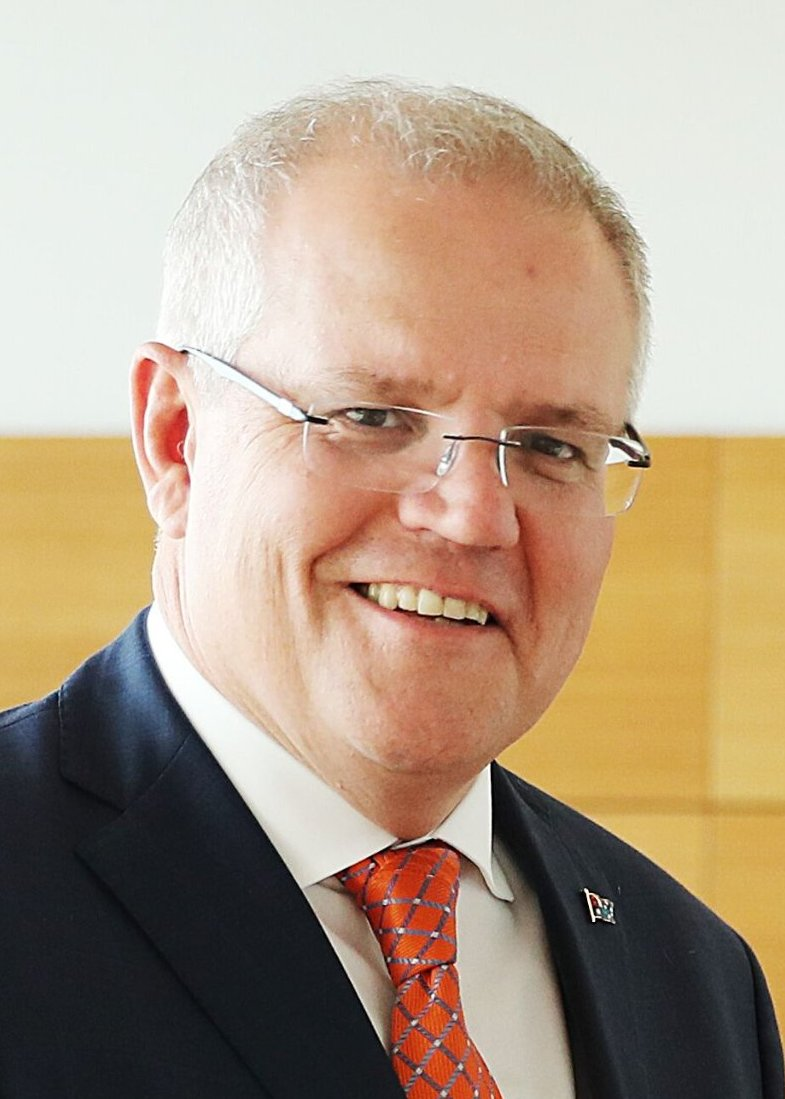
Australia Scott Morrison, Primo ministro
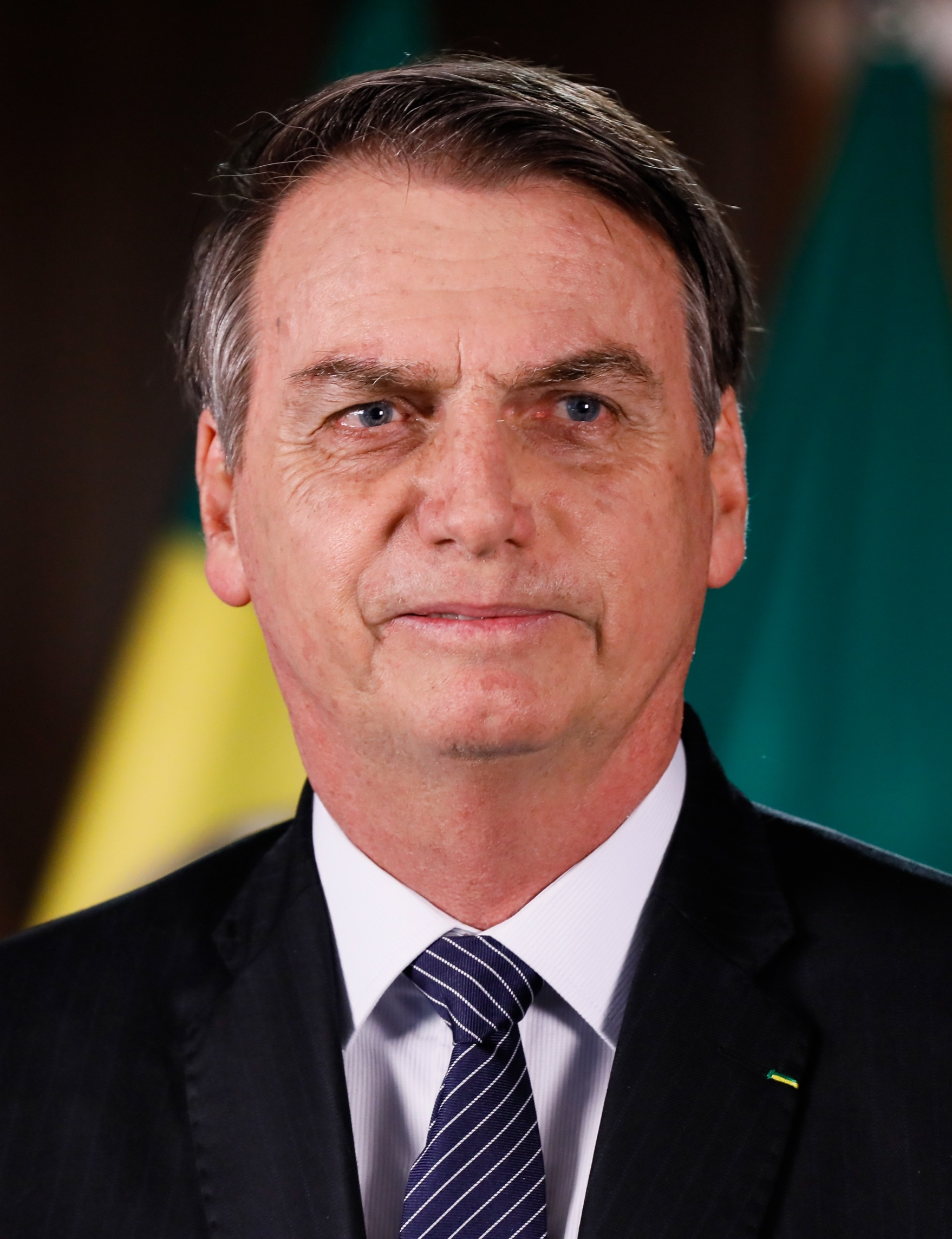
Brasile Jair Bolsonaro, Presidente
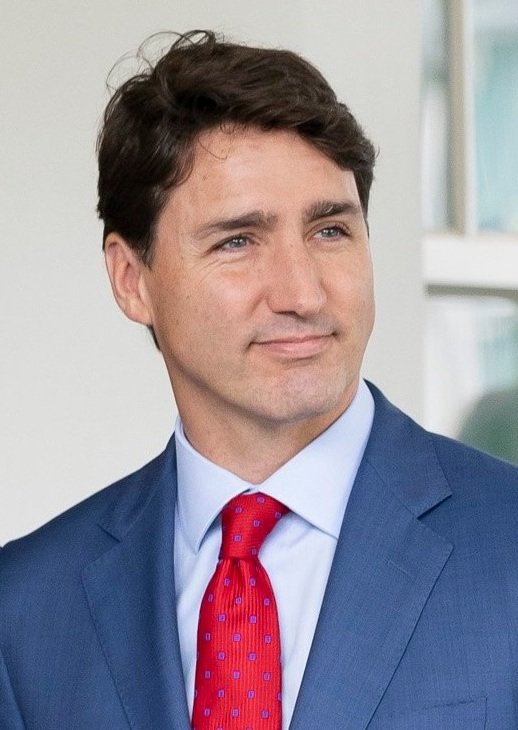
Canada Justin Trudeau, Primo ministro
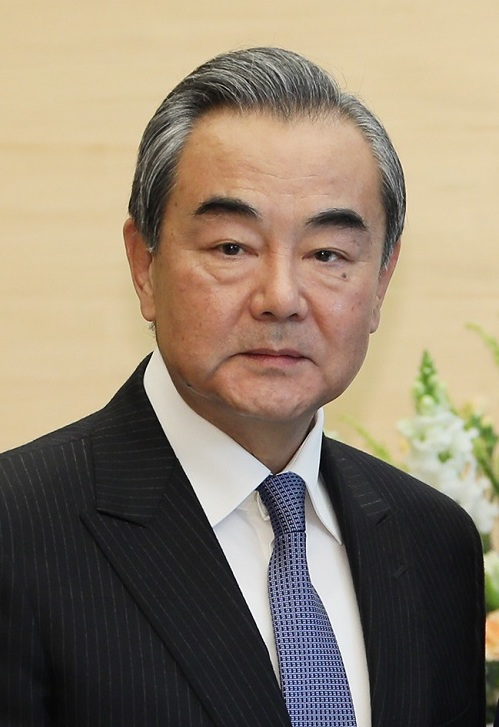
Cina Wang Yi, Ministro degli esteri
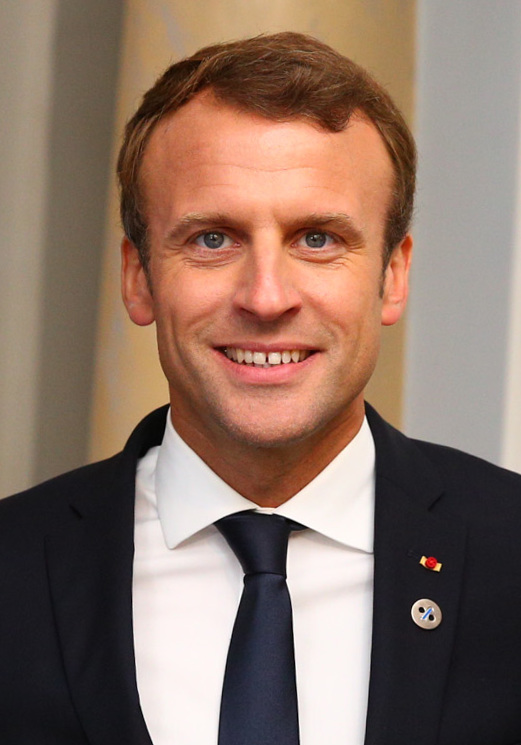
Francia Emmanuel Macron, Presidente
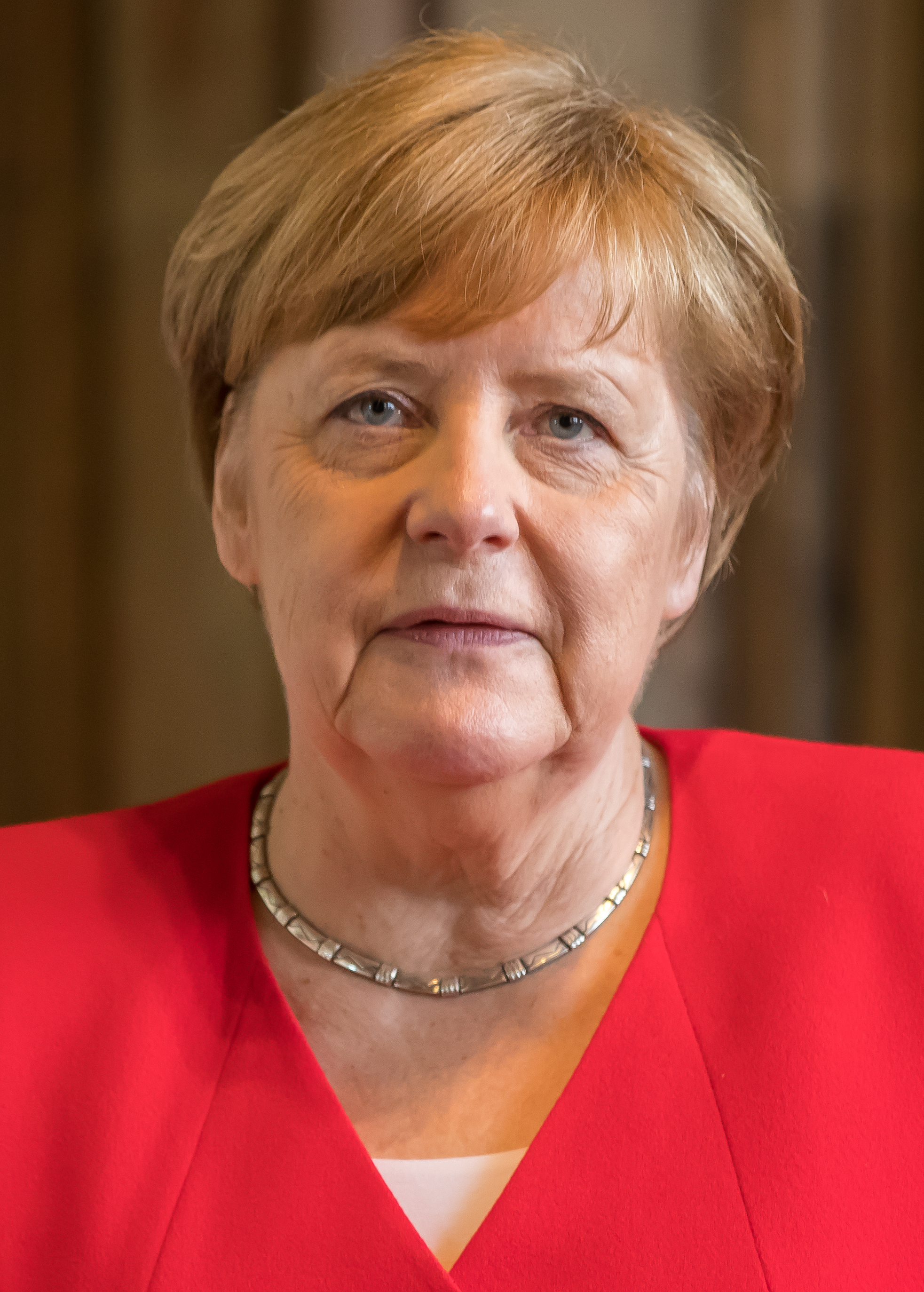
Germania Angela Merkel, Cancelliera
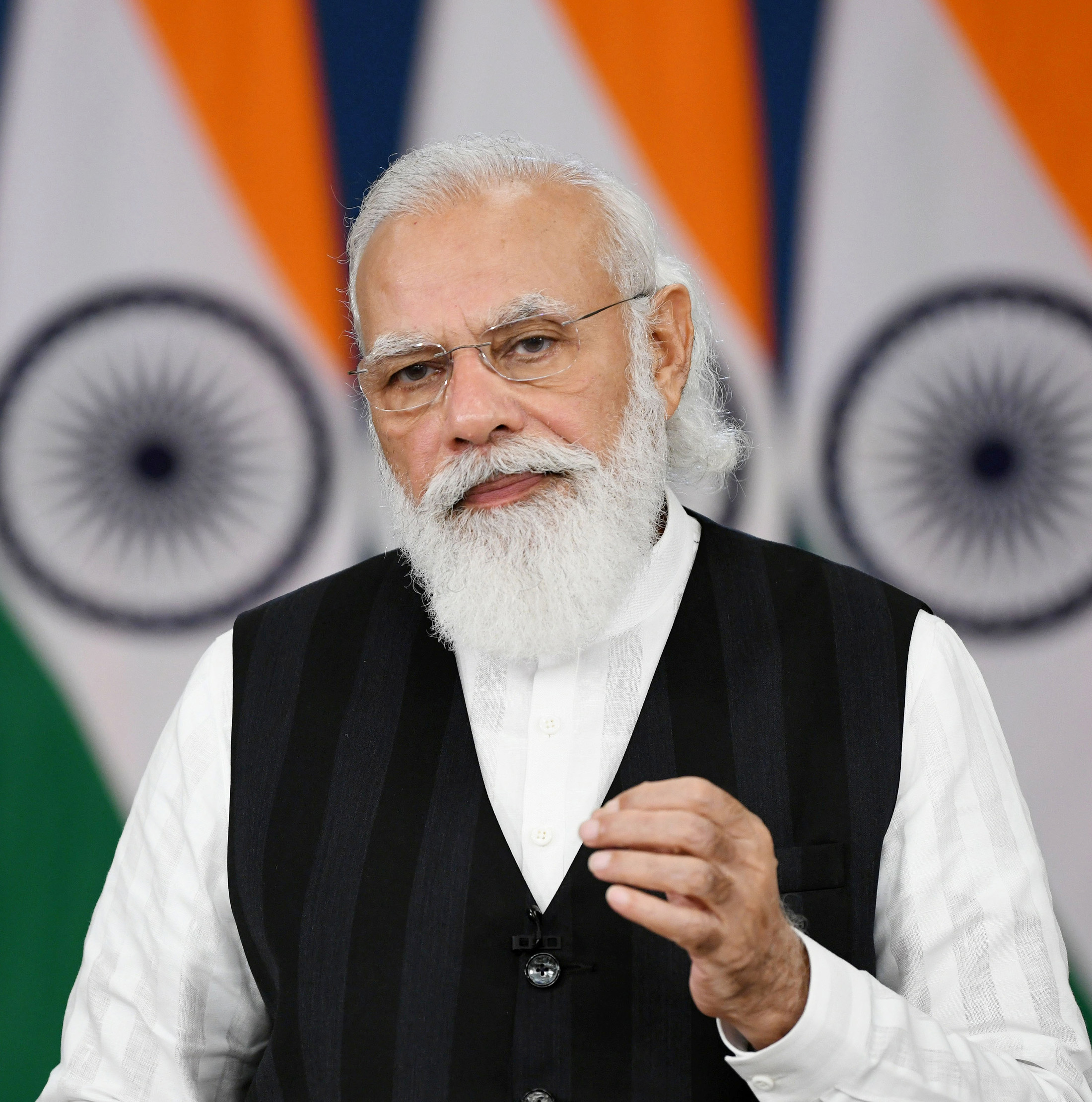
India Narendra Modi, Primo ministro
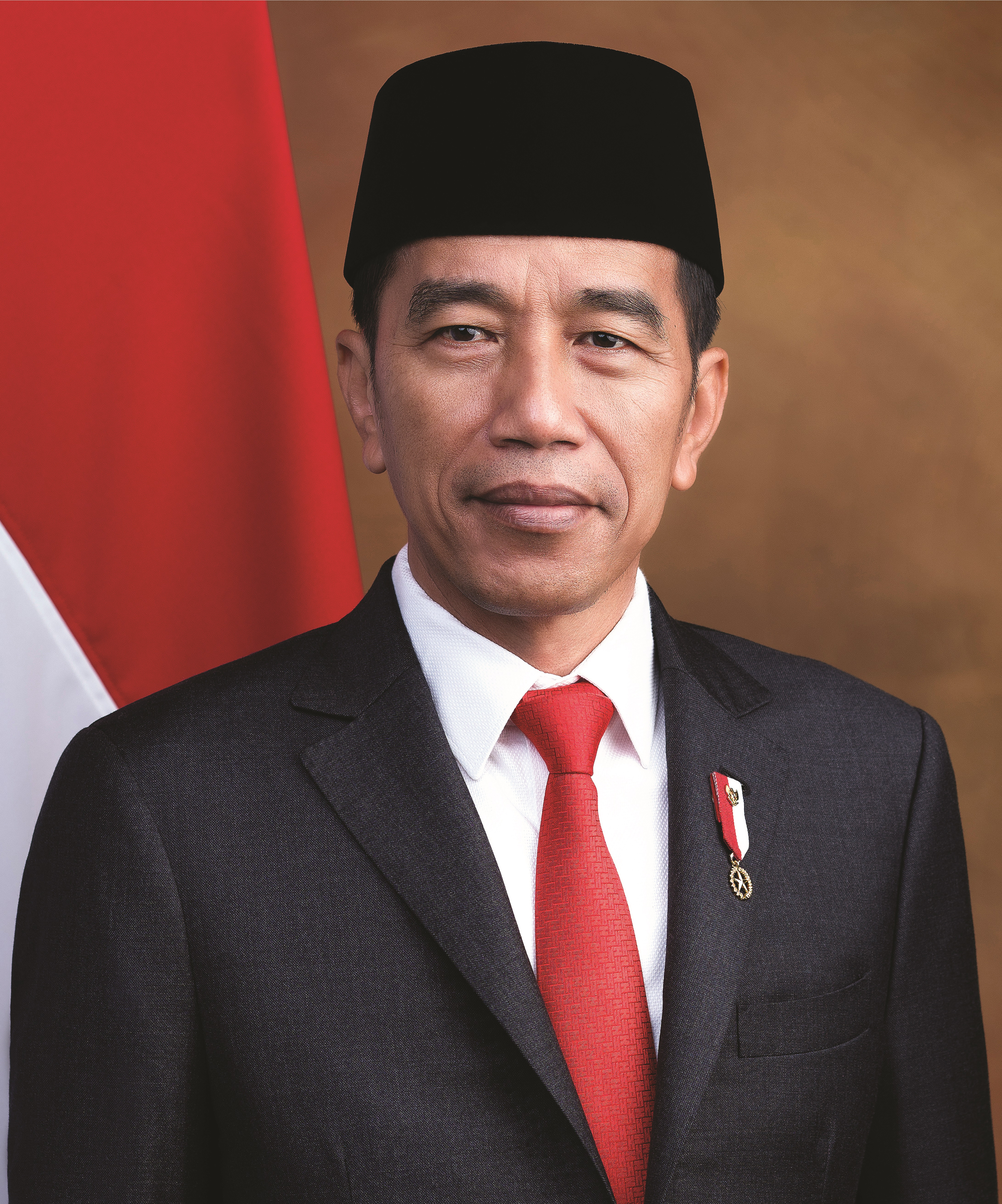
Indonesia Joko Widodo, Presidente
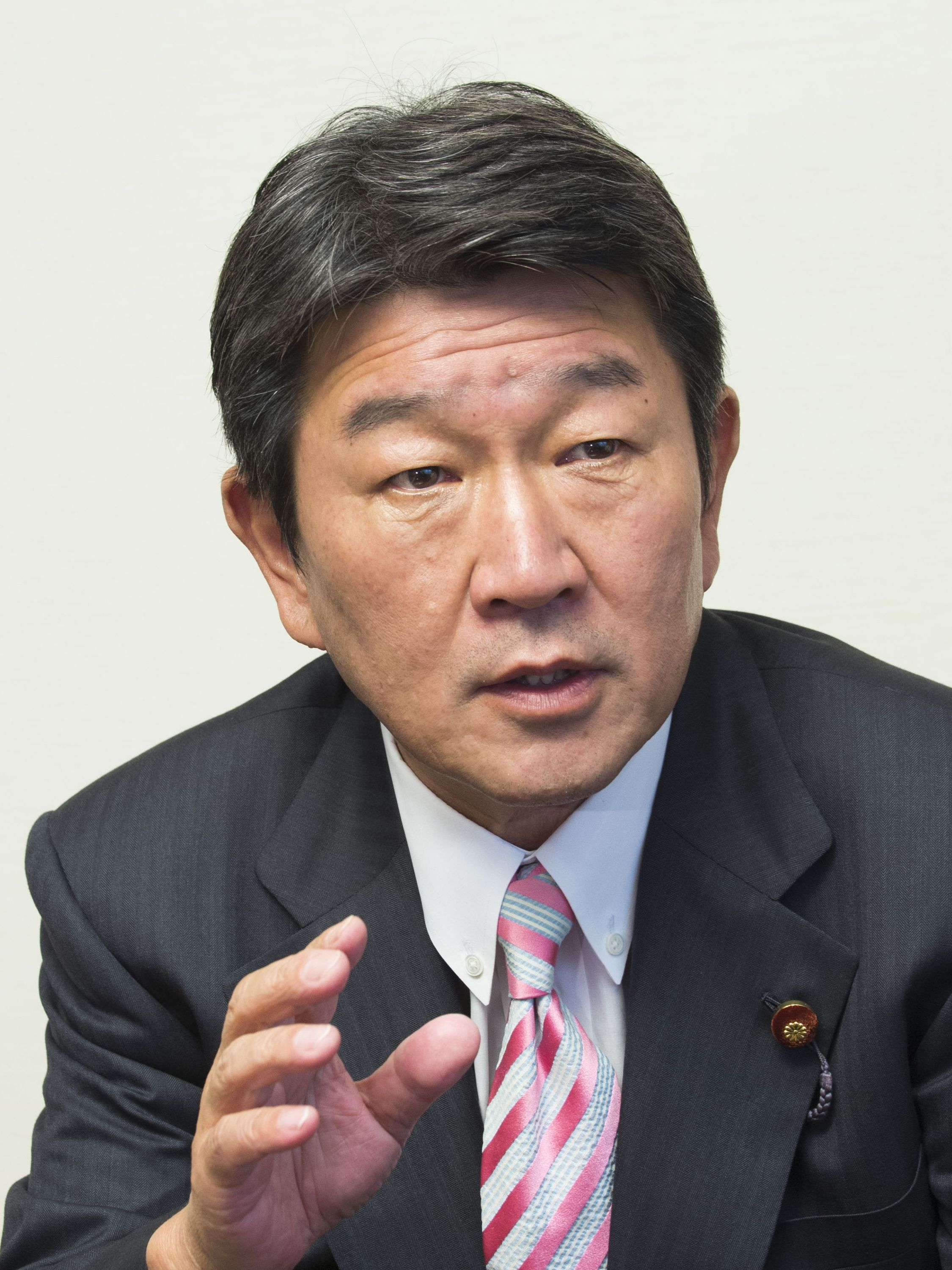
Giappone Toshimitsu Motegi, Ministro degli affari esteri
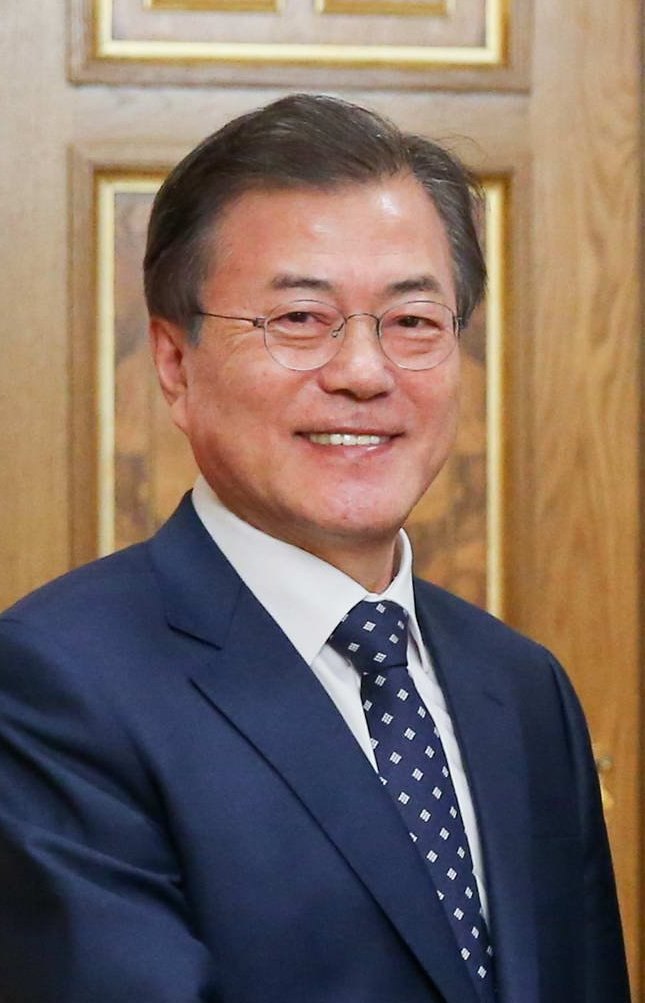
Corea del Sud Moon Jae-in, Presidente
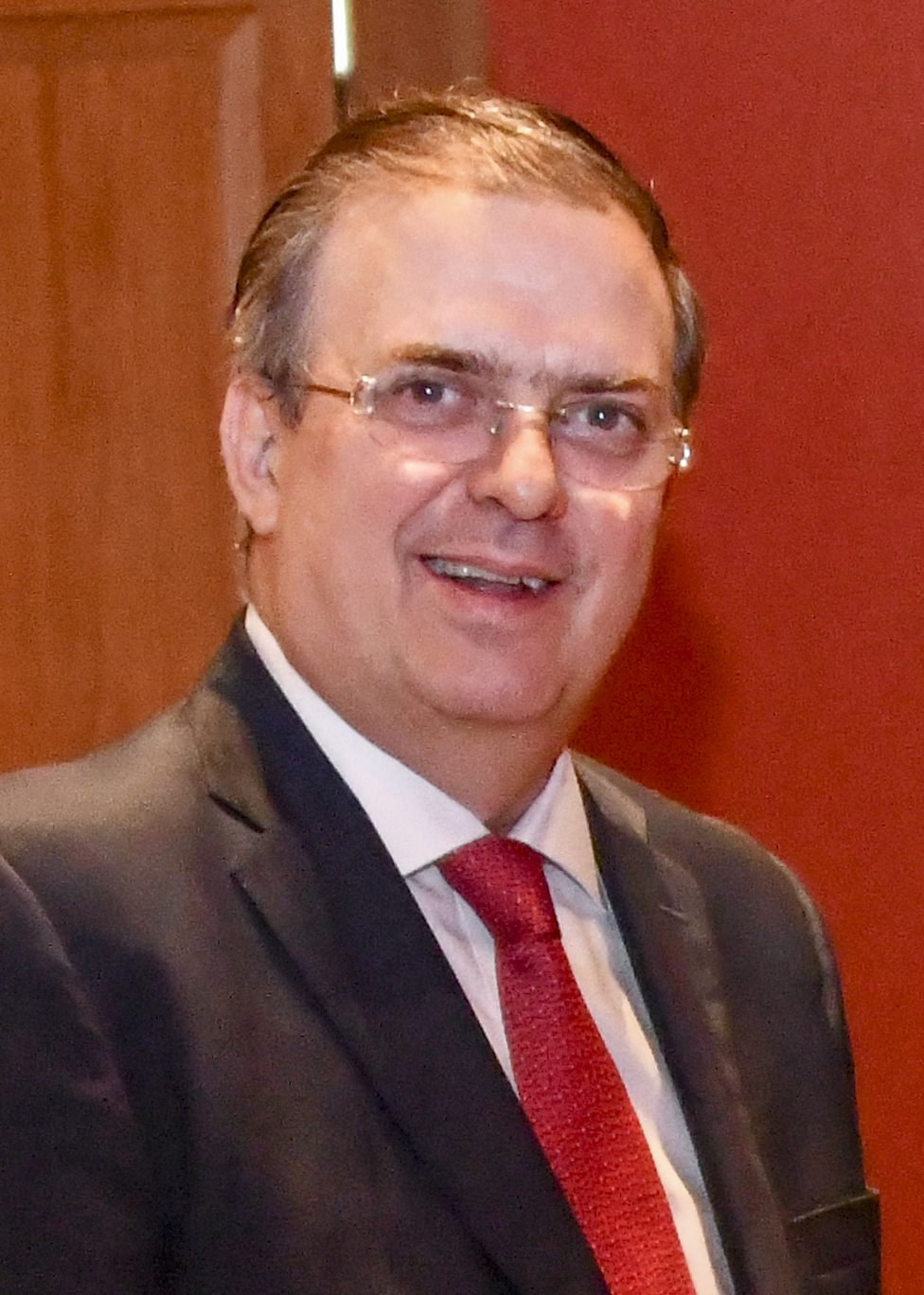
Messico Marcelo Ebrard, Ministro degli affari esteri
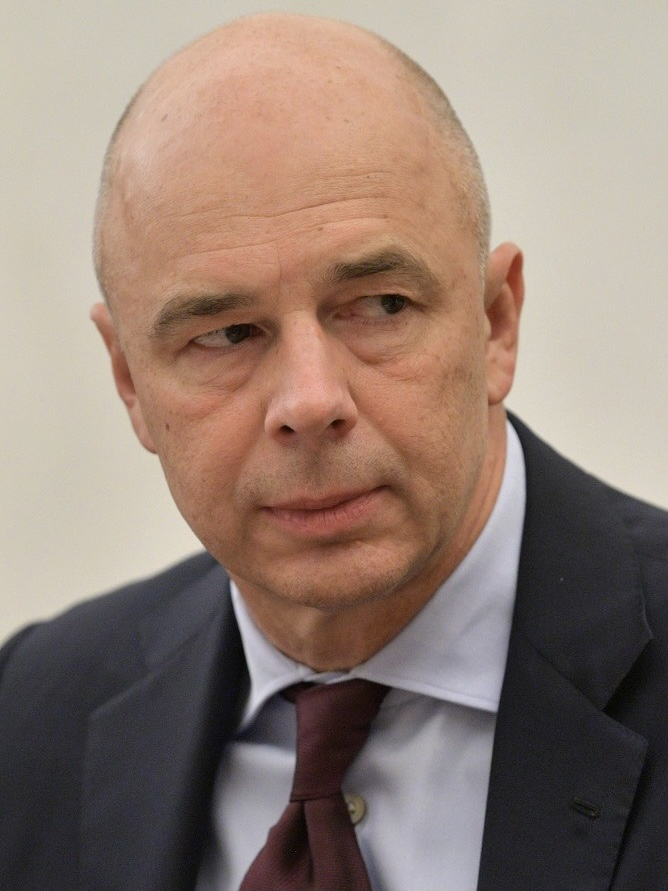
Russia Anton Siluanov, Ministro delle finanze
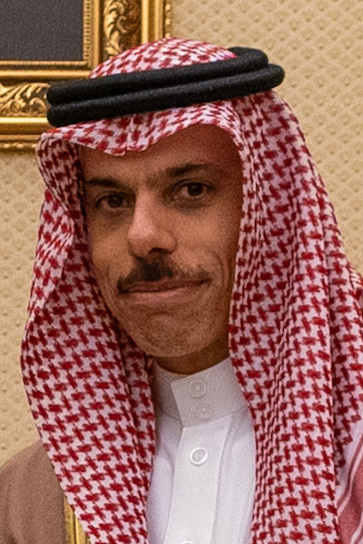
Arabia Saudita Faisal bin Farhan Al Saud, Ministro degli affari esteri
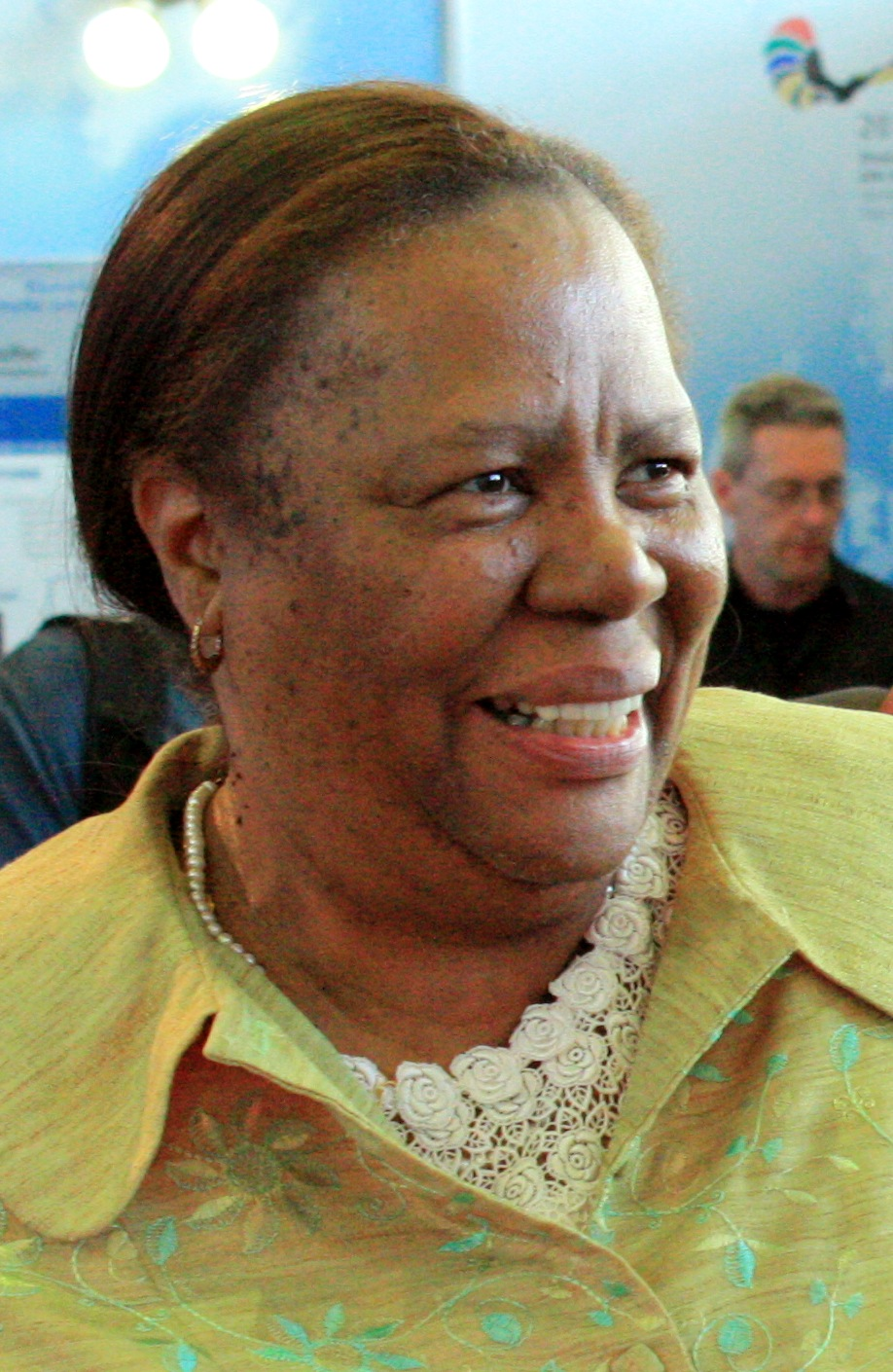
Sudafrica Naledi Pandor, Ministro delle relazioni internazionali e della cooperazione
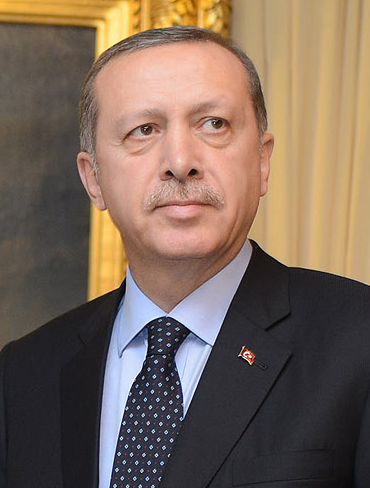
Turchia Recep Tayyip Erdoğan, Presidente
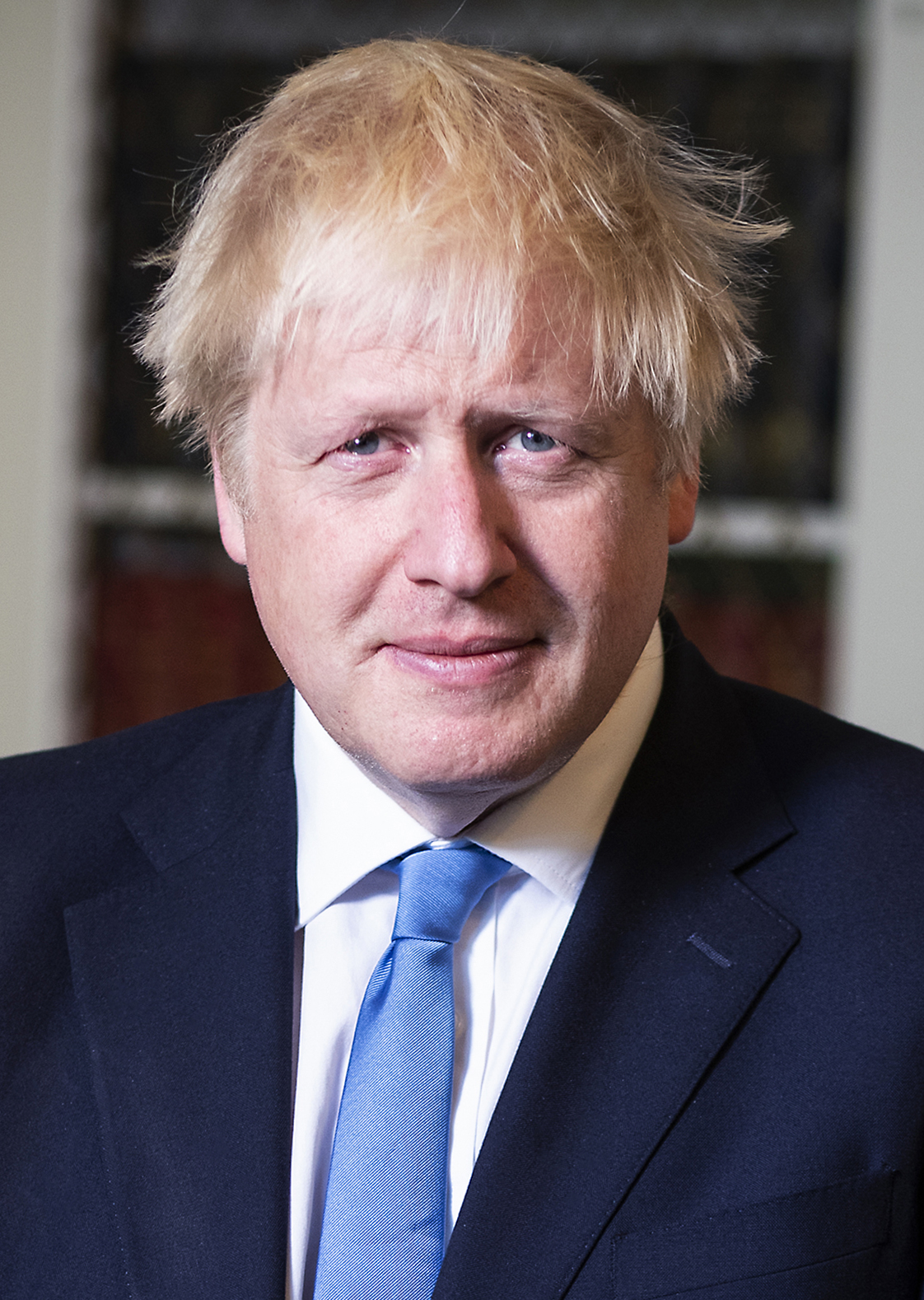
Regno Unito Boris Johnson, Primo ministro
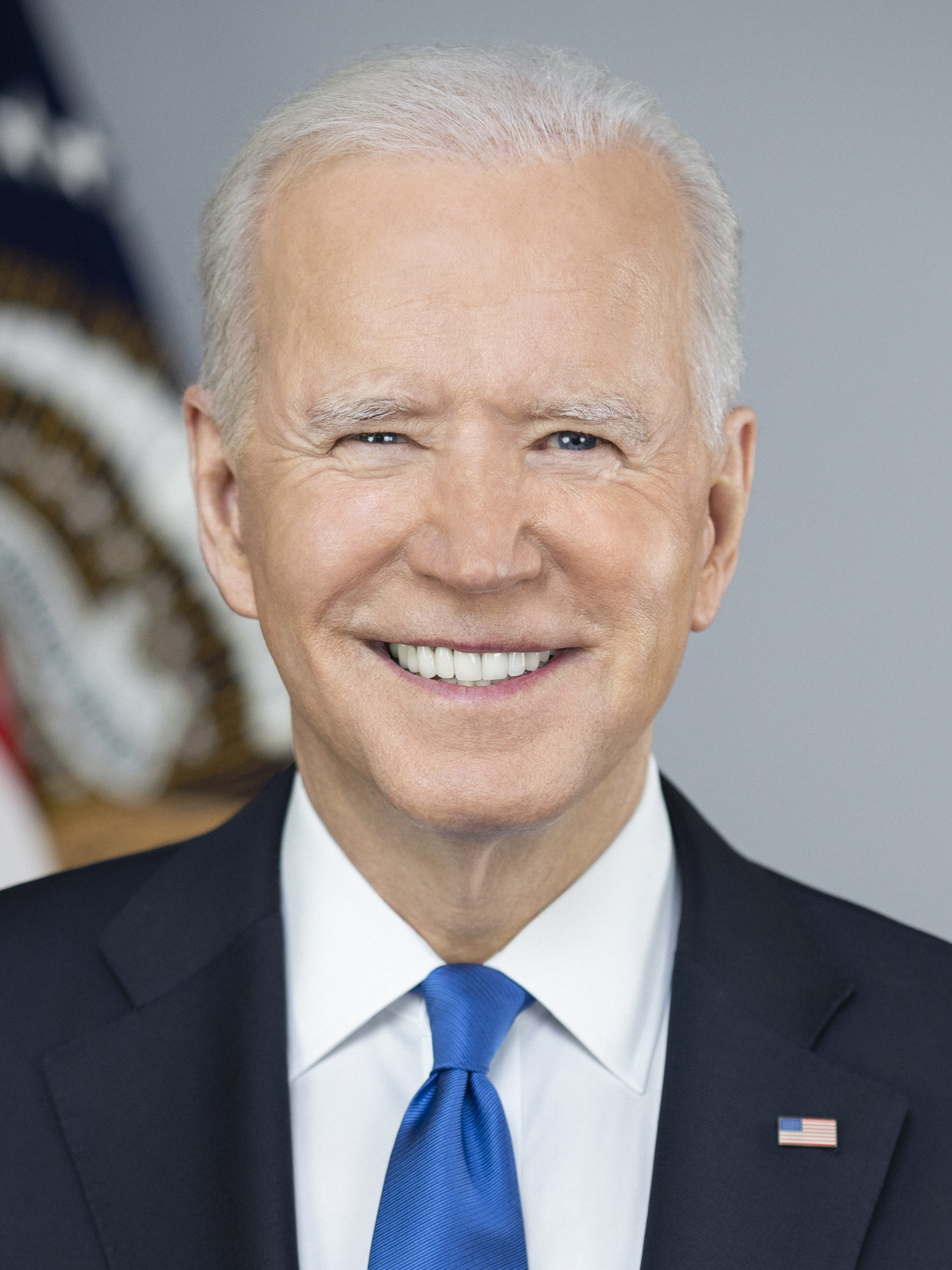
Stati Uniti Joe Biden, Presidente
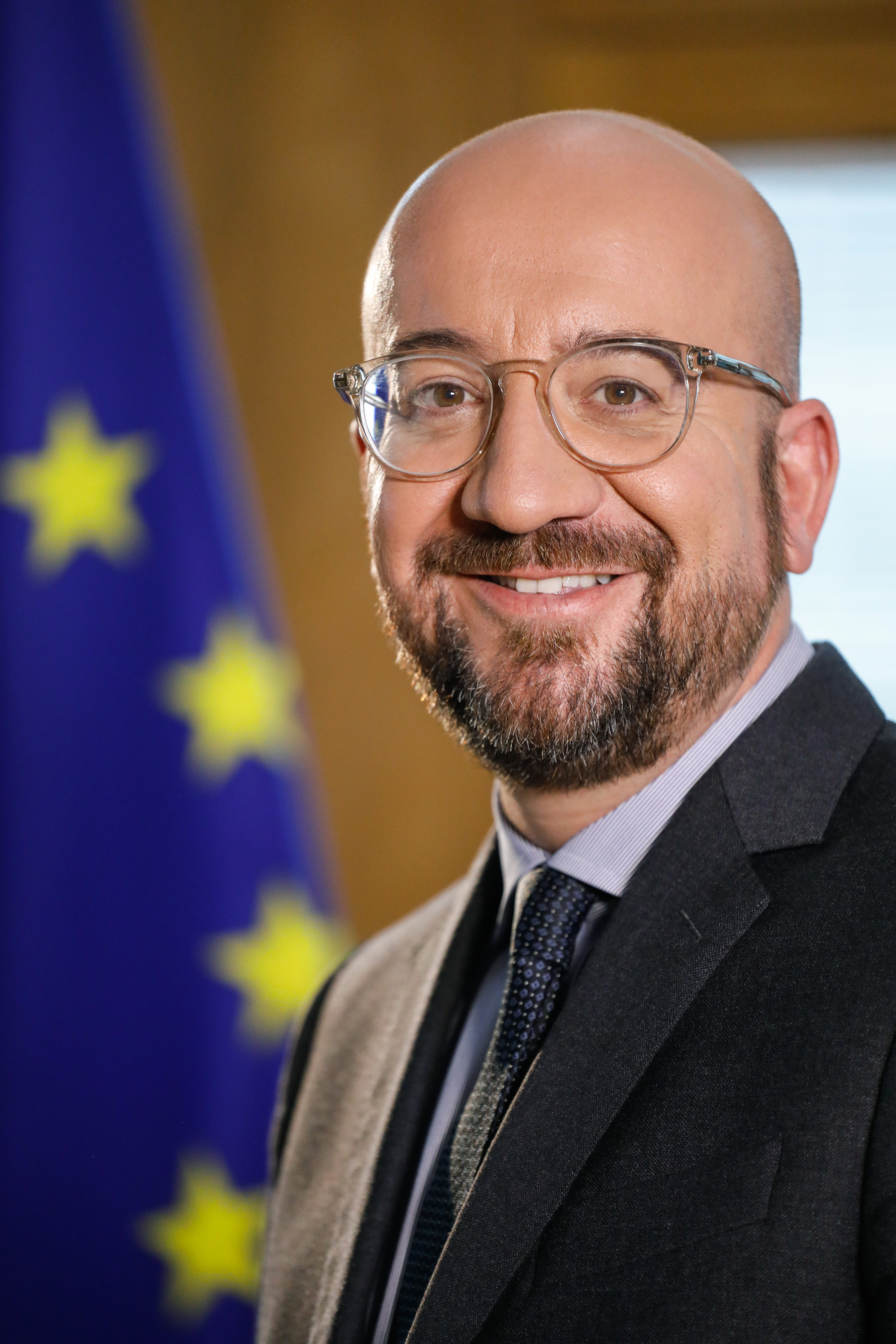
Unione europea Charles Michel, Presidente del Consiglio europeo
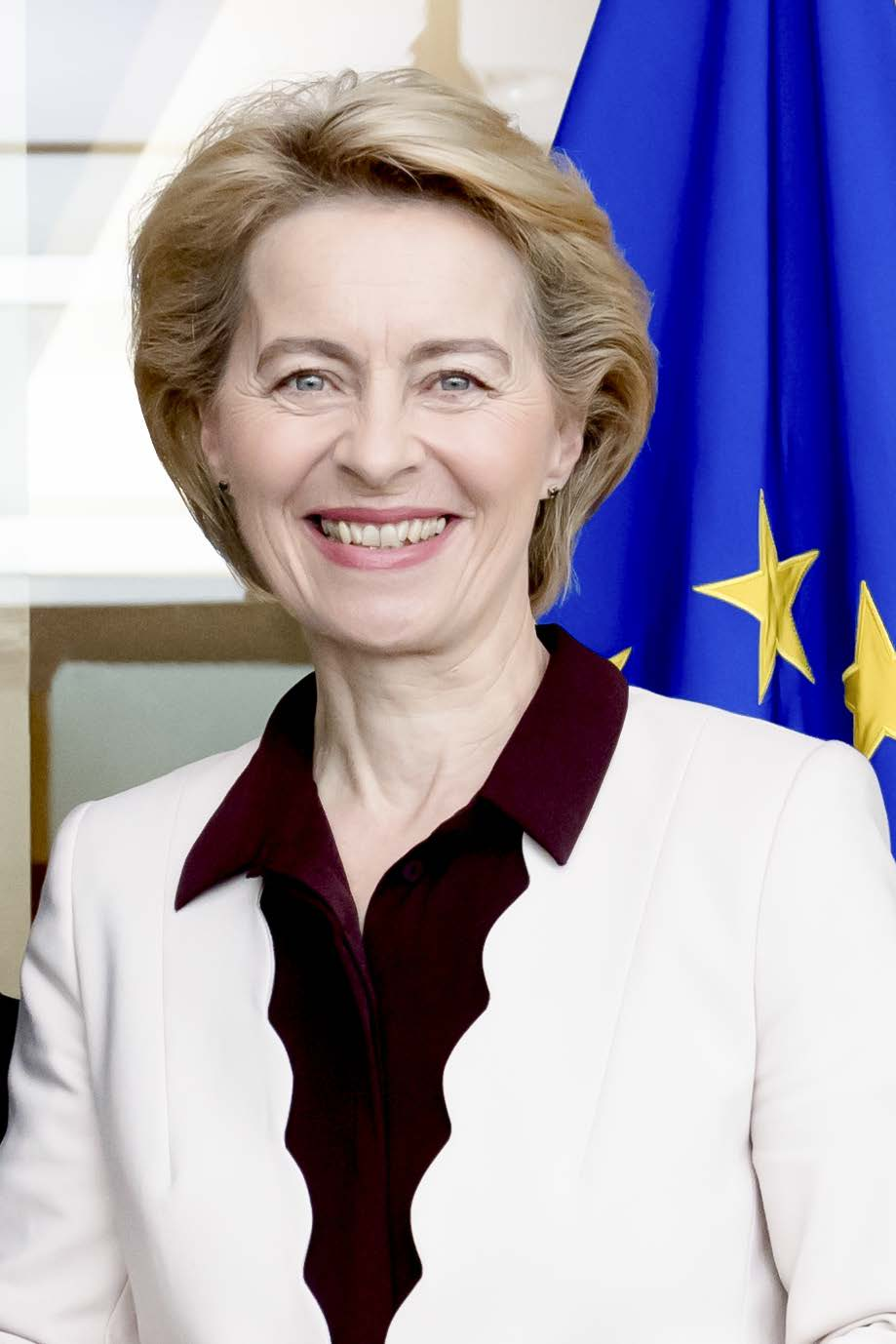
Unione europea Ursula von der Leyen, Presidente della Commissione europea

### Ospiti invitati

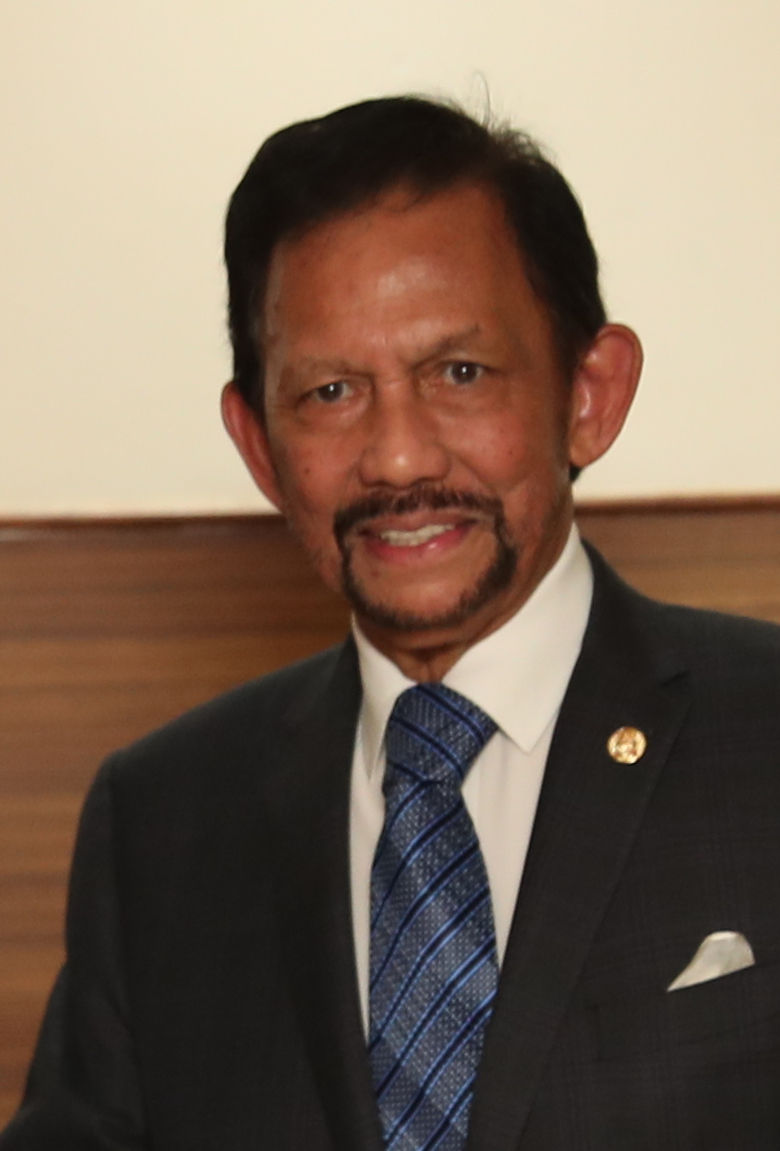
BRN Hassanal Bolkiah Sultano Presidente di turno dell'Associazione delle Nazioni del Sud-est asiatico
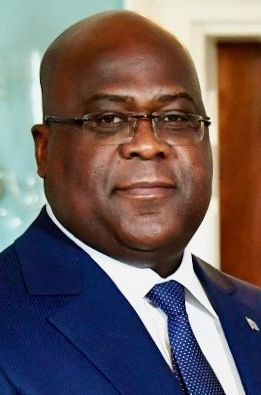
COD Félix Tshisekedi Presidente Presidente di turno dell'Unione africana
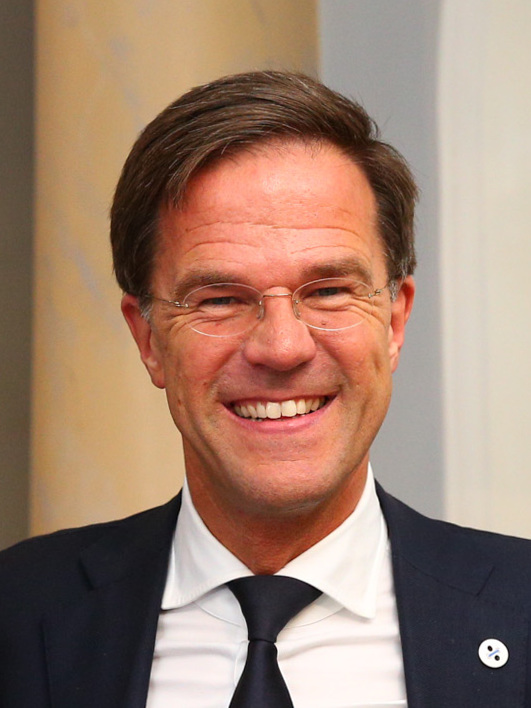
NLD Mark Rutte Primo ministro
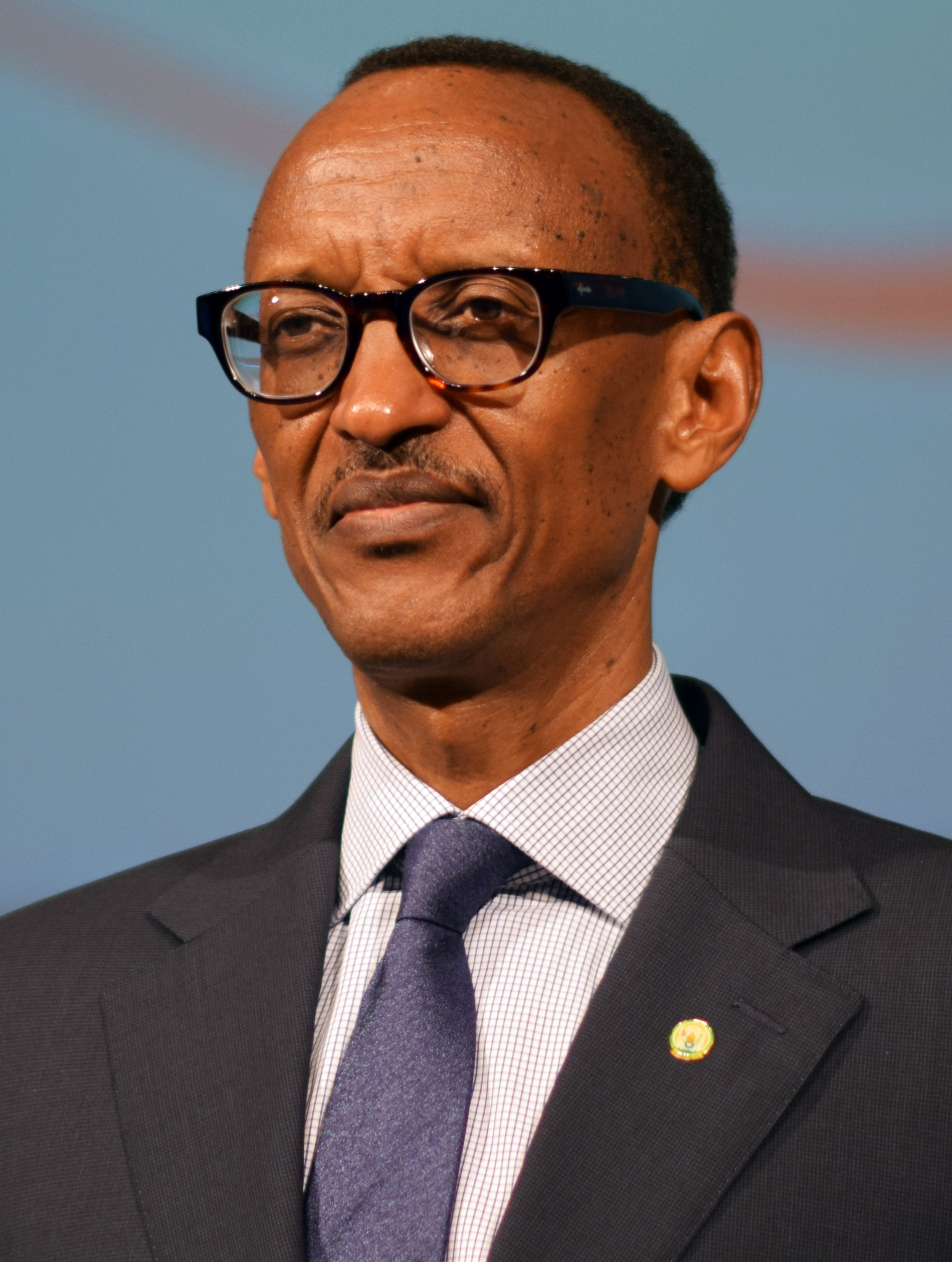
RWA Paul Kagame Presidente Presidente della NEPAD
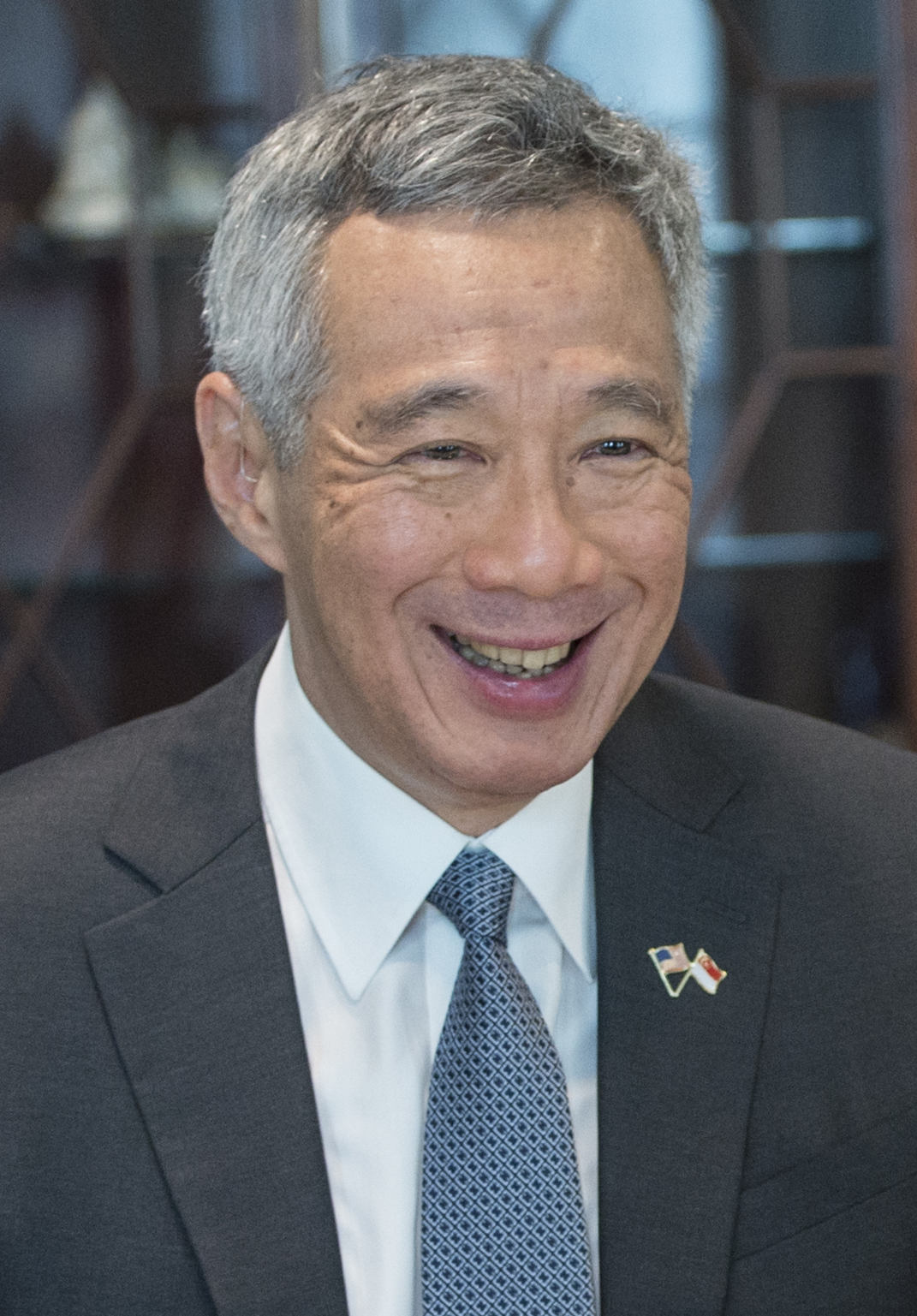
SGP Lee Hsien Loong Primo ministro
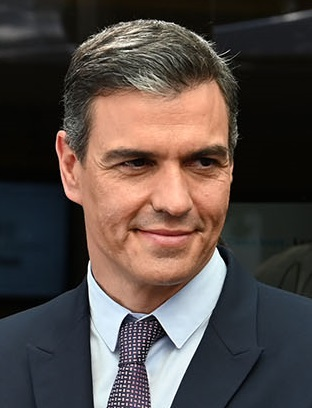
ESP Pedro Sánchez Presidente del Governo Ospite permanente

- Brunei
Hassanal Bolkiah
Sultano 
 Presidente di turno dell'Associazione delle Nazioni del Sud-est asiatico
- RD del Congo
Félix Tshisekedi
Presidente
Presidente di turno dell'Unione africana
- Paesi Bassi
Mark Rutte
Primo ministro
- Ruanda
Paul Kagame
Presidente
Presidente della NEPAD
- Singapore
Lee Hsien Loong
Primo ministro
- Spagna
Pedro Sánchez
Presidente del Governo 
 Ospite permanente

### Organizzazioni internazionali

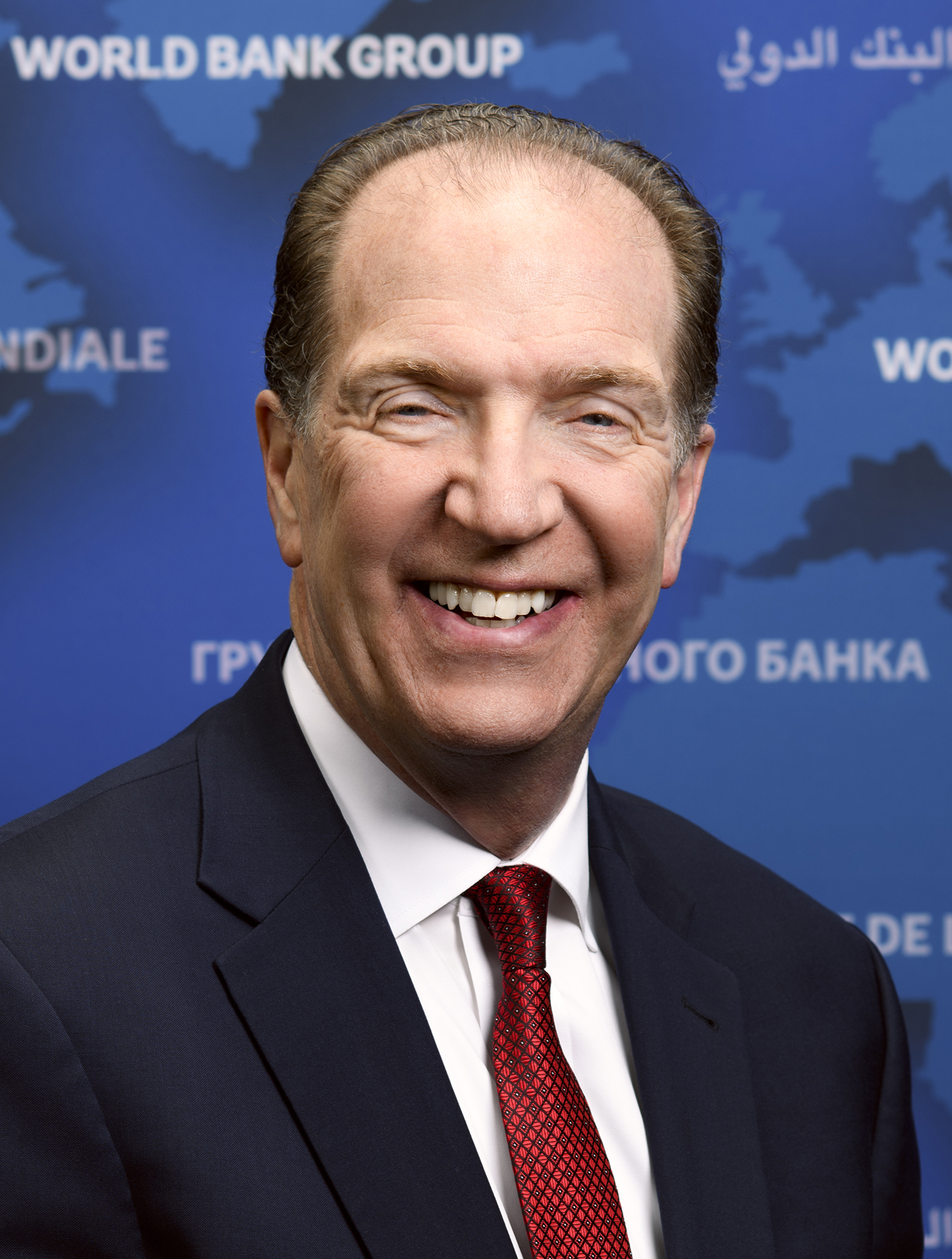
Banca Mondiale David Malpass, Presidente
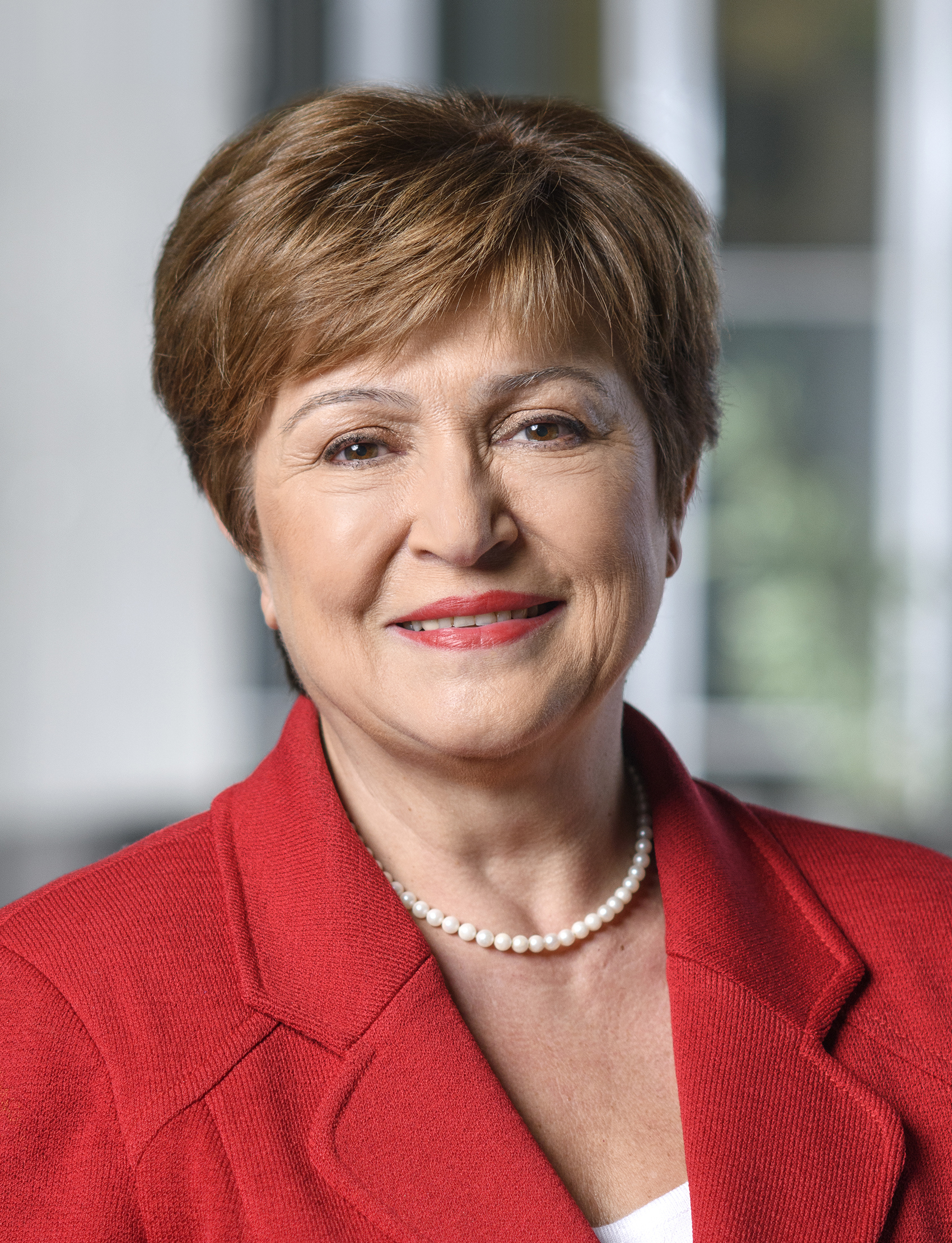
Fondo monetario internazionale Kristalina Georgieva, Direttore Operativo
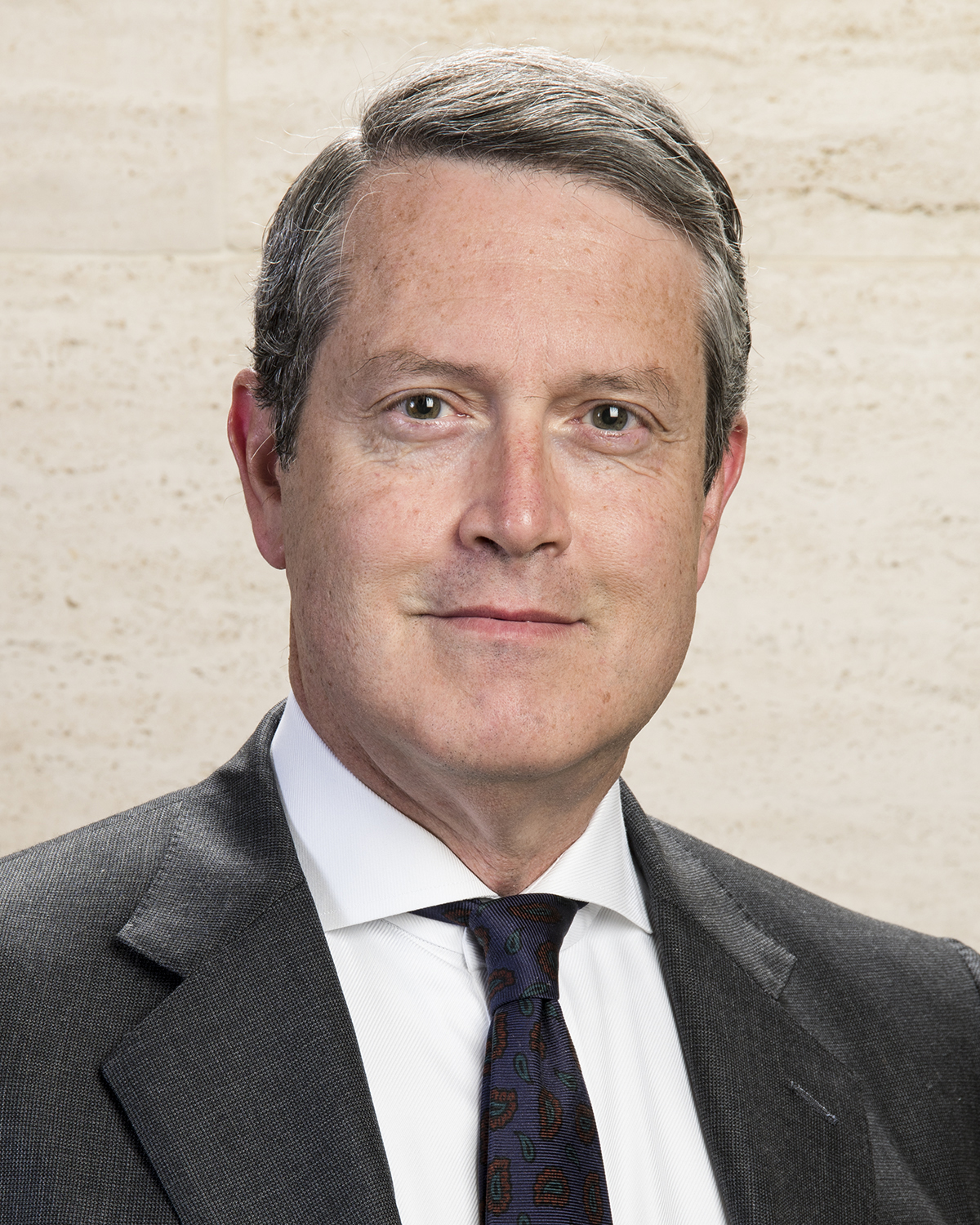
Consiglio per la stabilità finanziaria Randal Quarles, Presidente
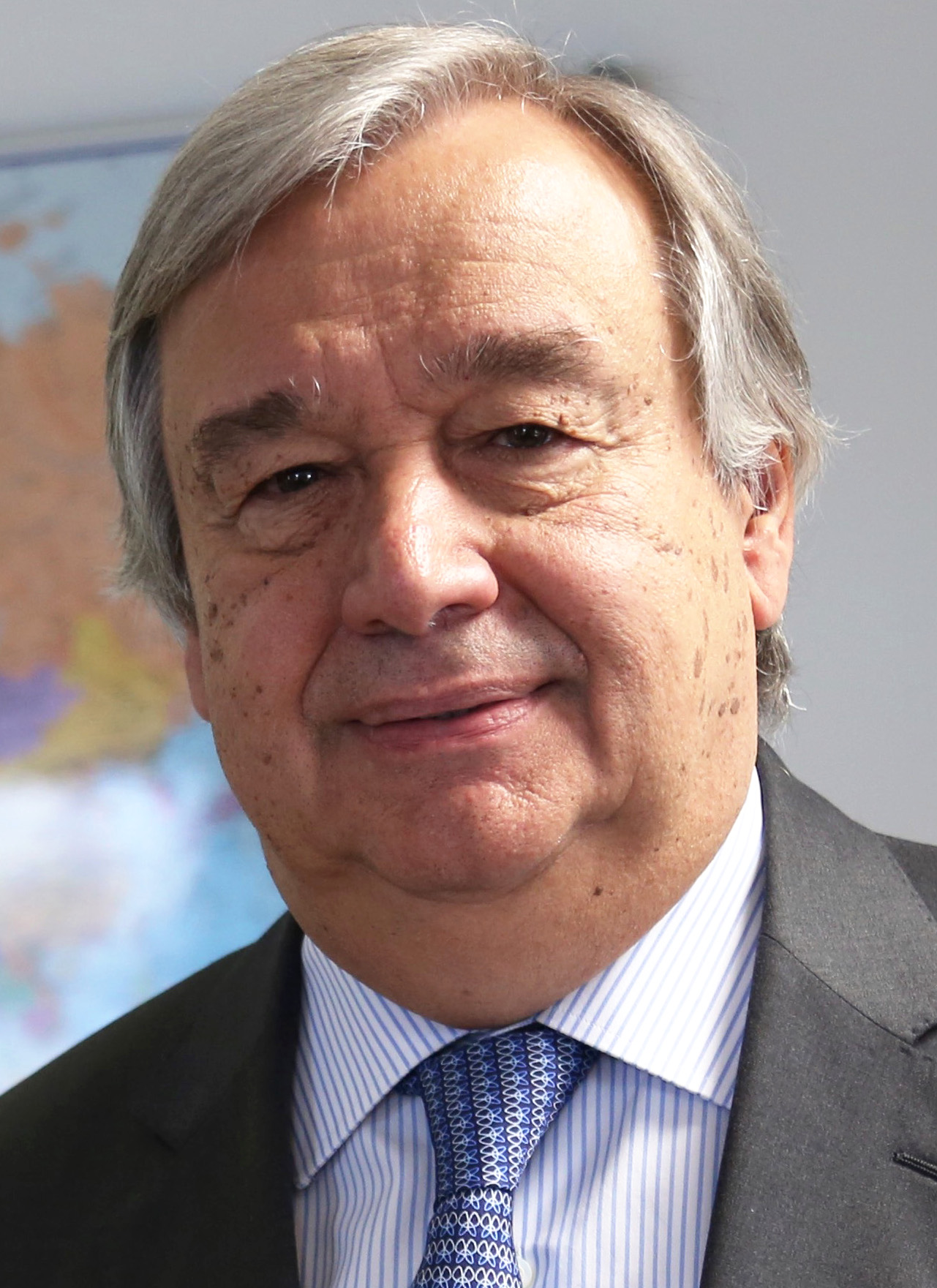
Nazioni Unite António Guterres, Segretario generale
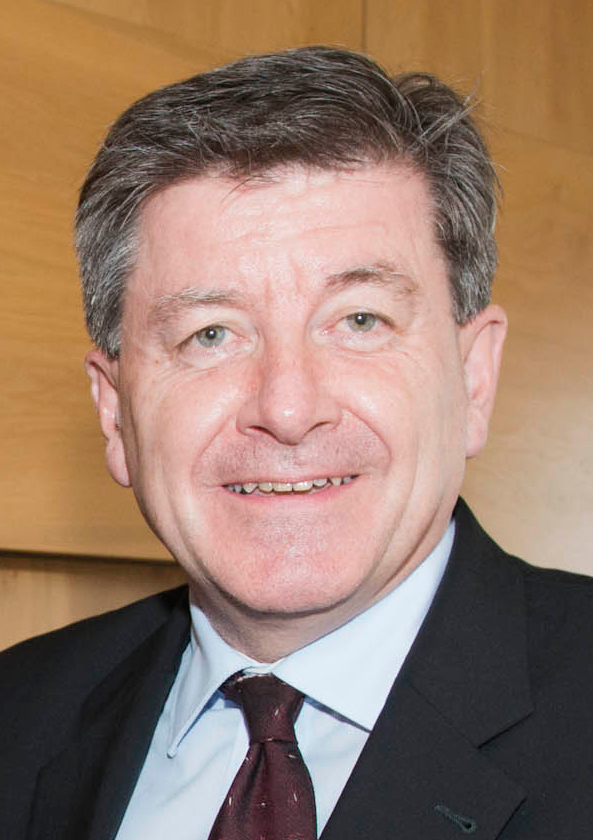
ILO Guy Ryder, Direttore generale
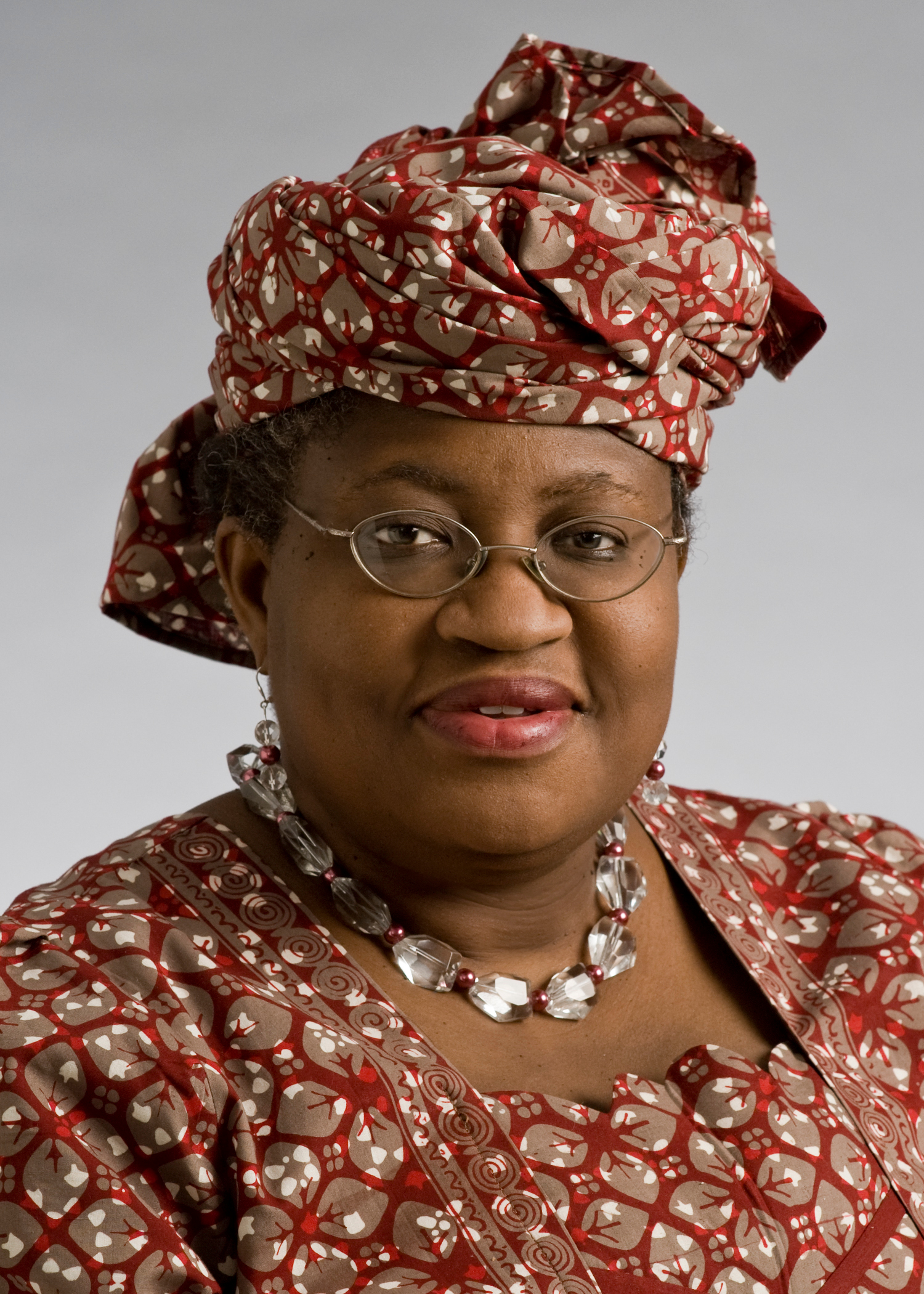
OMC Ngozi Okonjo-Iweala, Direttore generale
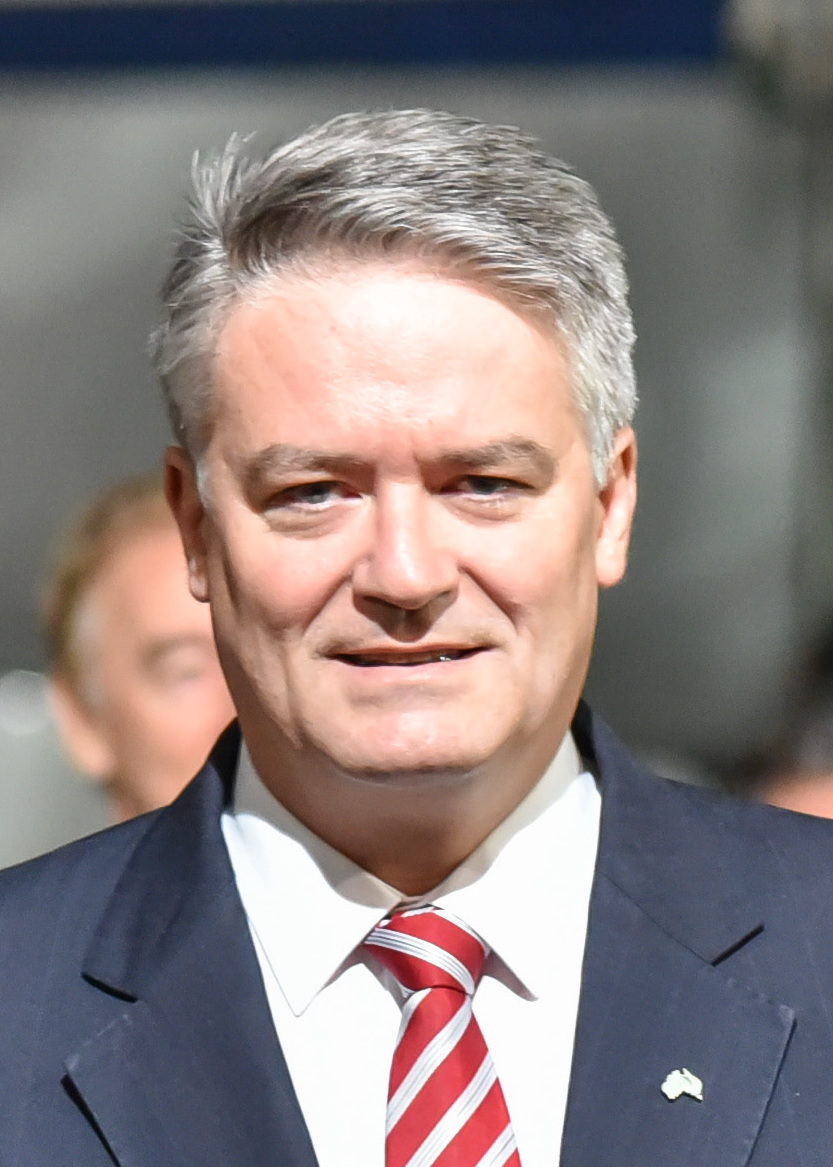
OCSE Mathias Cormann, Segretario generale
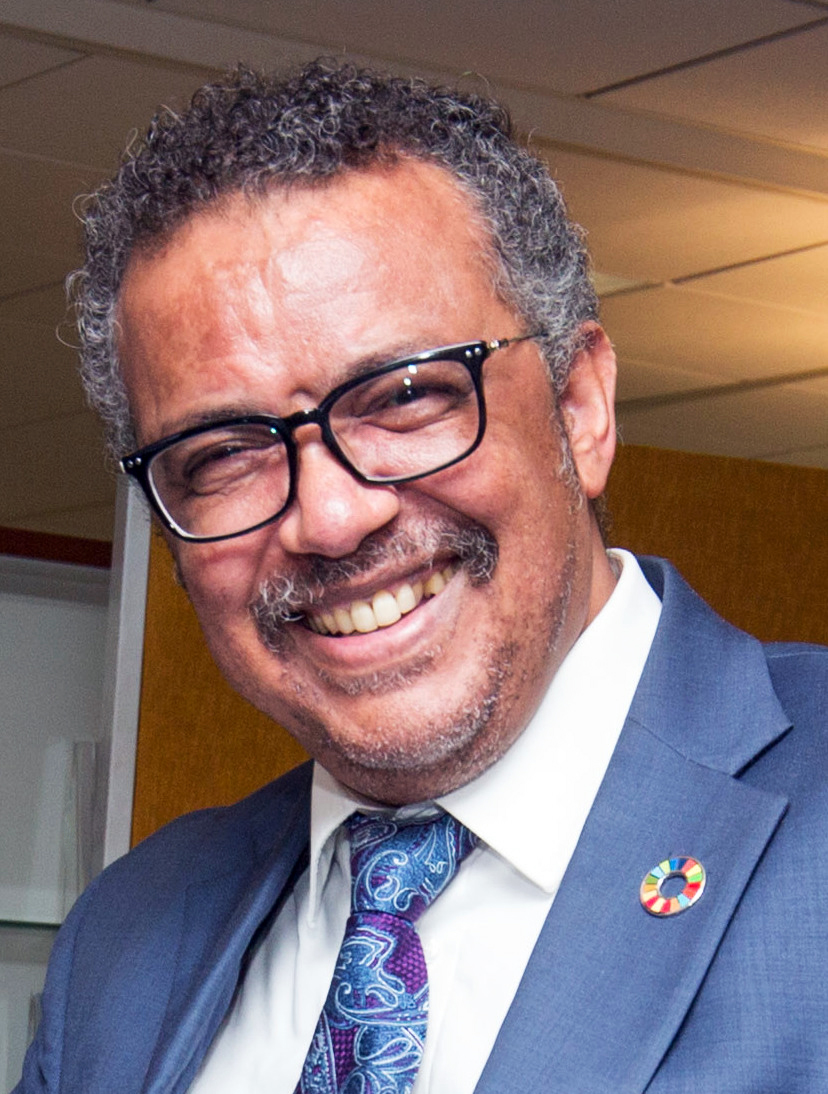
OMS Tedros Adhanom, Direttore generale
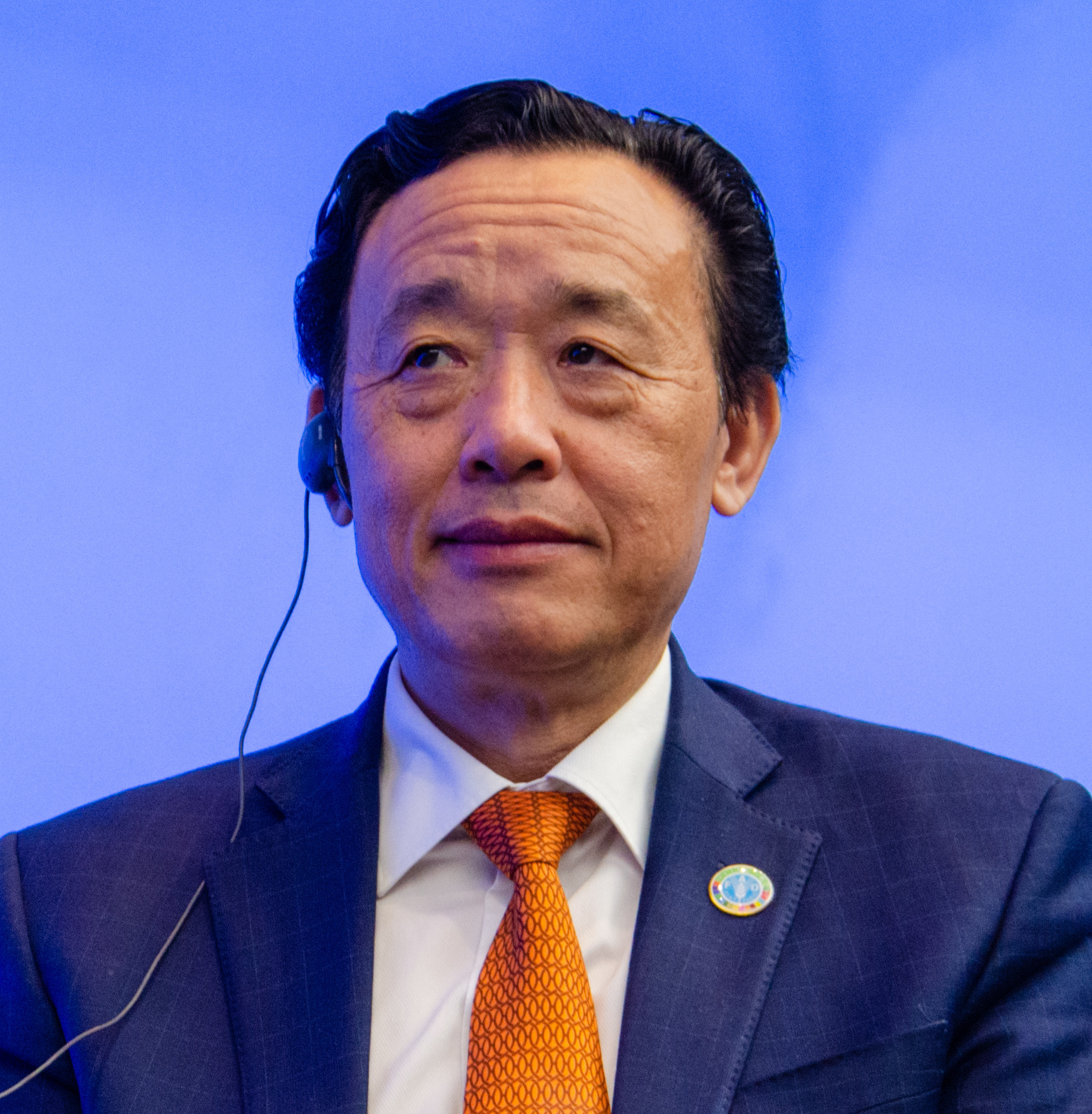
FAO Qu Dongyu, Direttore generale
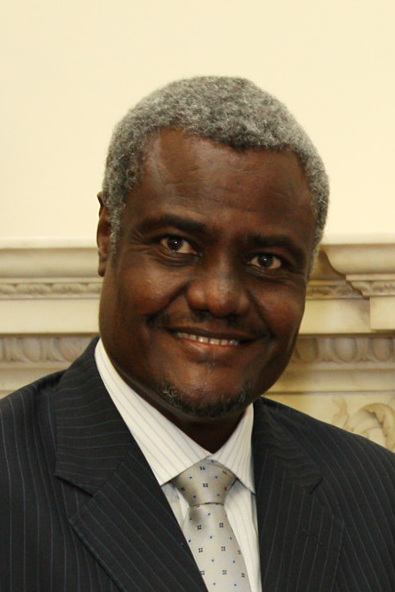
Unione africana Moussa Faki, Presidente della Commissione

### Leader assenti
Cinque leader non hanno partecipato al vertice del G20 di Roma: il presidente cinese Xi Jinping e il presidente russo Vladimir Putin, che hanno partecipato tramite collegamento video; il presidente messicano Andrés Manuel López Obrador, che raramente lascia il Paese per viaggi all'estero, ha inviato il suo segretario agli Affari esteri Marcelo Ebrard a suo nome; il Primo Ministro del Giappone Fumio Kishida e il Presidente del Sudafrica Cyril Ramaphosa hanno saltato il vertice a causa delle elezioni che si tenevano in ciascuna delle due nazioni.

## Risultati
Il 30 ottobre l'amministrazione Biden degli Stati Uniti d'America e l'Unione europea hanno raggiunto un accordo per la cancellazione del regime tariffario su acciaio e alluminio imposto dall'amministrazione Trump nel 2018. L'accordo ha mantenuto una certa protezione per i produttori americani di acciaio e alluminio adottando un regime di quote tariffarie. Ha inoltre posto fine alle tariffe di ritorsione sulle merci statunitensi che l'UE aveva imposto e poi annullato.

## Altri summit nell'ambito del G20
| Data                 | Città ospitante         | Summit                                                            |
| -------------------- | ----------------------- | ----------------------------------------------------------------- |
| 26 febbraio 2021     | virtuale                | 1º G20 Ministri delle Finanze e Governatori delle Banche Centrali |
| 7 aprile 2021        | virtuale                | 2º G20 Ministri delle Finanze e Governatori delle Banche Centrali |
| 4 maggio 2021        | virtuale                | G20 Ministri del Turismo                                          |
| 21 maggio 2021       | Roma                    | Global Health Summit                                              |
| 22 giugno 2021       | Catania                 | G20 Ministri dell'Istruzione                                      |
| 23 giugno 2021       | Catania                 | G20 Ministri del Lavoro                                           |
| 29 giugno 2021       | Matera                  | G20 Ministri degli Affari Esteri                                  |
| 29 giugno 2021       | Matera                  | G20 Ministri dello Sviluppo                                       |
| 9-10 Luglio 2021     | Venezia                 | 3° G20 Ministri delle Finanze e Governatori delle Banche Centrali |
| 22 luglio 2021       | Napoli                  | G20 Ministri dell'Ambiente                                        |
| 23 luglio 2021       | Napoli                  | G20 Ministri del Clima e dell'Energia                             |
| 29-30 luglio 2021    | Roma                    | G20 Ministri della Cultura                                        |
| 5 agosto 2021        | Trieste                 | G20 Ministri della Digitalizzazione e della Ricerca               |
| 6 agosto 2021        | Trieste                 | G20 Ministri della Ricerca                                        |
| 26 agosto 2021       | Santa Margherita Ligure | G20 Conference on Women’s Empowerment                             |
| 5-6 settembre 2021   | Roma                    | G20 Ministri della Salute                                         |
| 17-18 settembre 2021 | Firenze                 | G20 Ministri dell'Agricoltura                                     |
| 12 ottobre 2021      | Sorrento                | G20 Ministri del Commercio                                        |
| 12 ottobre 2021      | Roma                    | Extraordinary Meeting of G20 Leaders on Afghanistan               |
| 13 ottobre 2021      | Washington DC           | 4° G20 Ministri delle Finanze e Governatori delle Banche Centrali |
| 29 ottobre 2021      | Roma                    | G20 Ministri delle Finanze e della Salute                         |